# La ruta del hielo y la sal
La ruta del hielo y la sal es una novela del escritor mexicano José Luis Zárate, publicada en 1998 y que se convirtió en una de sus obras emblemáticas.
En una encuesta del suplemento La Jornada Semanal, del diario mexicano La Jornada, La ruta del hielo y la sal apareció como uno de los mejores libros publicados en México durante 1998. Fue editado por Grupo Editorial Vid como parte de la colección MECyF.

## Sinopsis
La ruta del hielo y la sal se presenta como extractos de la bitácora de un capitán de barco del siglo XIX, que emprende junto con siete tripulantes el recorrido de la "ruta del hielo y la sal", llevando un cargamento desde el puerto Varna (en Bulgaria) a Whitby (en Inglaterra). Sin embargo, durante el viaje una presencia malévola se manifiesta en repetidas ocasiones y va diezmando a la tripulación. El episodio está tomado de Drácula de Bram Stoker (1897), pero Zárate lo expande centrándolo en la figura del capitán y en su propia perspectiva: por ejemplo, las palabras "Drácula" y "vampiro" no aparecen jamás en la novela, porque el capitán desconoce la identidad de la criatura monstruosa a la que transporta.
Todas las diferentes tradiciones sobre el vampiro aparecen mencionadas a medida que el barco va pasando por los diferentes países de cuyas tradiciones tomó Stoker elementos para su Drácula. Finalmente, sin embargo, lo que más destaca es la creación del capitán como un personaje individualizado y profundo, homosexual reprimido que debe ocultar sus preferencias sexuales para mantener la disciplina a medida que su barco se precipita en el horror.
- Datos: Q5968034